# Самсун
Самсу́н (тур. Samsun) — город-порт на севере Турции, у побережья Чёрного моря, в месте впадения в него реки Кызылырмак. Административный центр ила Самсун и одноимённого городского района. С 2015 года развивается как город-курорт.

## Этимология
Нынешнее название города может происходить от греческого имени «Амис» (др.-греч. Ἀμισός) и «ounta» (греческий суффикс для названий) «Sampsunda» (Σαμψούντα), а затем Самсун.
Греческий историк Гекатей писал, что Амис прежде назывался Энете, место, упомянутое в «Илиаде» Гомера. Он также был известен как Peiraieos с афинскими поселенцами и даже ненадолго, как Помпейополь (др.-греч. Πομπηιούπολις, лат. Pompeiopolis).

## География
Самсун протянулся вдоль морского побережья между двумя речными дельтами, которые впадают в Чёрное море. Он расположен в конце древнего пути из Каппадокии.
Реки
К западу от Самсуна находится Кызылырмак («Красная река», ранее Халис), одна из самых длинных рек в Анатолии и её плодородная дельта. На востоке лежат Ешилырмак («Зеленая река», ранее Ирис) и её дельта. Река Мерт достигает моря в городе.
Климат

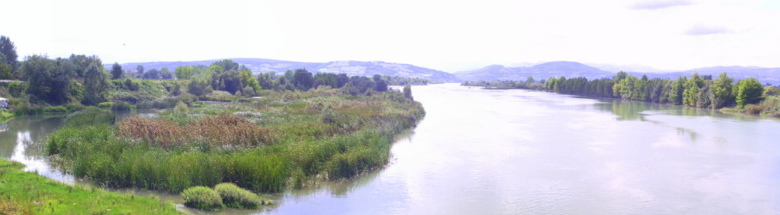
Кызылырмак

Климат субтропический океанический (Классификация климатов Кёппена: Cfa). По температурному режиму он подобен Сочи, но осадков выпадает значительно меньше. Невысокие по меркам аналогичных городов, лежащих на этой широте, максимумы средней июльской температуры объясняются смягчающим влиянием Понтийских гор, лежащих южнее. Температура редко превышает +30°С даже в июле-августе, а весна и осень приходят с задержкой. Заморозки очень редки, но случаются. В городе снег выпадает крайне редко и достигает всего 2 сантиметра.
| Показатель                    | Янв. | Фев. | Март | Апр. | Май | Июнь | Июль | Авг. | Сен. | Окт. | Нояб. | Дек. | Год |
| ----------------------------- | ---- | ---- | ---- | ---- | --- | ---- | ---- | ---- | ---- | ---- | ----- | ---- | --- |
| Абсолютный максимум, °C       | 20   | 26   | 28   | 32   | 30  | 32   | 40   | 37   | 32   | 35   | 27    | 25   | 40  |
| Средний суточный максимум, °C | 9    | 9    | 10   | 13   | 17  | 22   | 25   | 25   | 22   | 18   | 15    | 11   | 16  |
| Средняя температура, °C       | 6    | 7    | 7    | 11   | 15  | 19   | 22   | 22   | 20   | 16   | 12    | 9    | 14  |
| Средний суточный минимум, °C  | 4    | 4    | 5    | 8    | 12  | 16   | 18   | 19   | 16   | 13   | 9     | 6    | 11  |
| Абсолютный минимум, °C        | −3   | −6   | −6   | 1    | 1   | 9    | 13   | 14   | 7    | 3    | −1    | −2   | −6  |
| Норма осадков, мм             | 70   | 60   | 60   | 50   | 40  | 40   | 30   | 30   | 50   | 70   | 90    | 80   | 720 |
| Источник: Weatherbase         |      |      |      |      |     |      |      |      |      |      |       |      |     |

## История
Античность

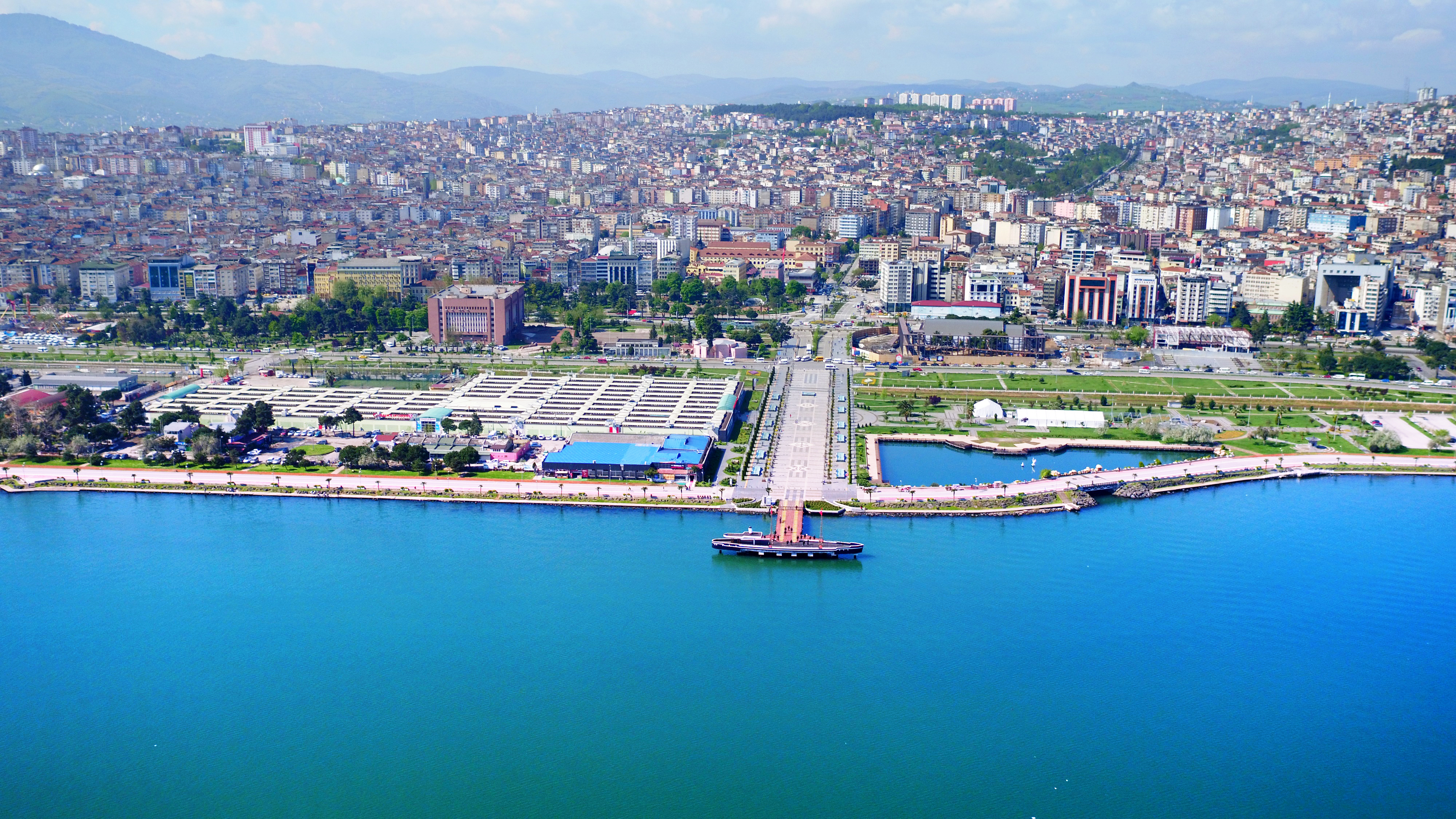
Чёрноморское побережье у Самсуна

Город Амис или Амисос был основан древними греками как одна из колоний Понта у Чёрного моря в середине VII века до н. э. на стратегически важном участке южного побережья, в месте, откуда вела практически единственная в то время дорога от побережья на взгорье, вглубь страны к городу Амасии и к Средиземноморью. Некоторое время город, вероятно, носил название ΠΕΙΡΑ, что отражено у Страбона и на монетах.
Входил в состав Понтийского царства. В 71 году до н.э. завоёван римским полководцем Помпеем и присоединён к Римской империи, позже был важным экономическим и культурным центром Византийской империи.
В городе чеканились монеты, одна из монет была обнаружена в Сухуми археологами в конце XIX века.
Средние века
В Средневековье город входил в состав Византийской империи и был главным портом провинции Армениак.
С 1180 по 1204 года город находился под властью турок-сельджуков.
После её захвата крестоносцами в 1204 году, стал вторым по значению городом Трапезундской империи.
В XIII–XV веках существовало два расположенных рядом города – греческий Амис (или Аминс) и турецкий Самсун.
В Трапезундскую империю город входил в 1204–1214 годах, затем по 1261 год вновь был в составе мусульманских государств – Румского султаната и Синопского эмирата.
С 1280 года до 1441 год здесь также находились генуэзская фактория и замок под названием Симиссо.
В XV веке окончательно переходит к Османской империи, что повлекло за собой исламизацию и тюркизацию города.

## Население
Несмотря на пестроту национального состава Анатолии, в Самсуне вплоть до конца XV века жили преимущественно греки-понтийцы и армяне, а основной религией было христианство. Языком общения были греческий и армянский языки, у армян были свои кварталы внутри старого города и 35 деревень в городском округе. С XV века усиливается присутствие тюркских племён, начинается исламизация региона и усиленная тюркизация греков и армян, завершившаяся погромами последних в 1897 году.
Во второй половине XIX века, на побережье прибыло значительное количество черкесов, изгнанных с Западного Кавказа (историческая Черкесия) после их поражения в Кавказской войне. Со временем, в Самсуне и его окрестностях сформировались многочисленные кварталы и поселения потомков мухаджиров.
В 1890 году в Самсуне проживало 22 000 армян, однако вследствие погромов 1895 и последующей вынужденной миграции в прибрежные черноморские районы Российской империи, их число значительно сократилось..В 1912 году в городе и районе проживали греки — 73 605 чел., мусульмане — 39 599 чел., хемшилы (армяне) — 1 264 чел.
Население города растёт быстро. В 1970 году в городе проживало 134,3 тыс. жителей, а в 2007 году около 440 тыс. На 2021 год в городе проживало около 650 тыс чел., а в агломерации более 1,3 млн. чел. Основной язык населения — турецкий, используются также черкесский, английский и т. д.
| Год  | Численность | Численность |
| ---- | ----------- | ----------- |
| 1970 | 134 300     | [ 10 ]      |
| 1985 | 280 000     |             |
| 1997 | 340 000     | [ 11 ]      |
| 2000 | 350 000     | [ 12 ]      |
| 2014 | 541 300     | [ 13 ]      |
| 2022 | 1 368 488   |             |

## Экономика
Город имеет смешанную экономику.
Самсун — крупный порт на берегу бухты Чёрного моря. В 1973 году грузооборот составляло около 1,5 млн тонн (БСЭ). Экспортируется в основном табак, зерно, шерсть, фрукты.
В начале XX века Центральный банк Турецкой Республики финансировал строительство гавани. Перед строительством гавани, корабли должны были стоять на якоре, чтобы доставлять грузы, примерно на расстоянии 1 мили или более от берега. Торговля и транспорт были сосредоточены вокруг дороги в Сивас и обратно. Частный порт, находящийся в центре города, занимается перевозкой грузов, в том числе паромы в Новороссийск, в то время как рыболовные суда высаживают свои уловы в отдельной гавани немного дальше на восток. В восточной части города строятся суда. Автодорожные и железнодорожные грузовые соединения с центральной Анатолией могут использоваться как для отправки внутри страны, так и сельскохозяйственной продукции окружающих хорошо орошаемых земель, так и плодородных земель, а также импорта из-за рубежа.
Производство
Между городом и аэропортом есть зона легкой промышленности. Основными выпускаемыми изделиями являются медицинские приборы и изделия, мебель (древесина импортируется по всему Чёрному морю), табачные изделия (хотя табачное производство в настоящее время ограничено правительством), химические и автомобильные запасные части.
Мучные предприятия импортируют пшеницу с Украины и экспортируют часть муки.
Торговля

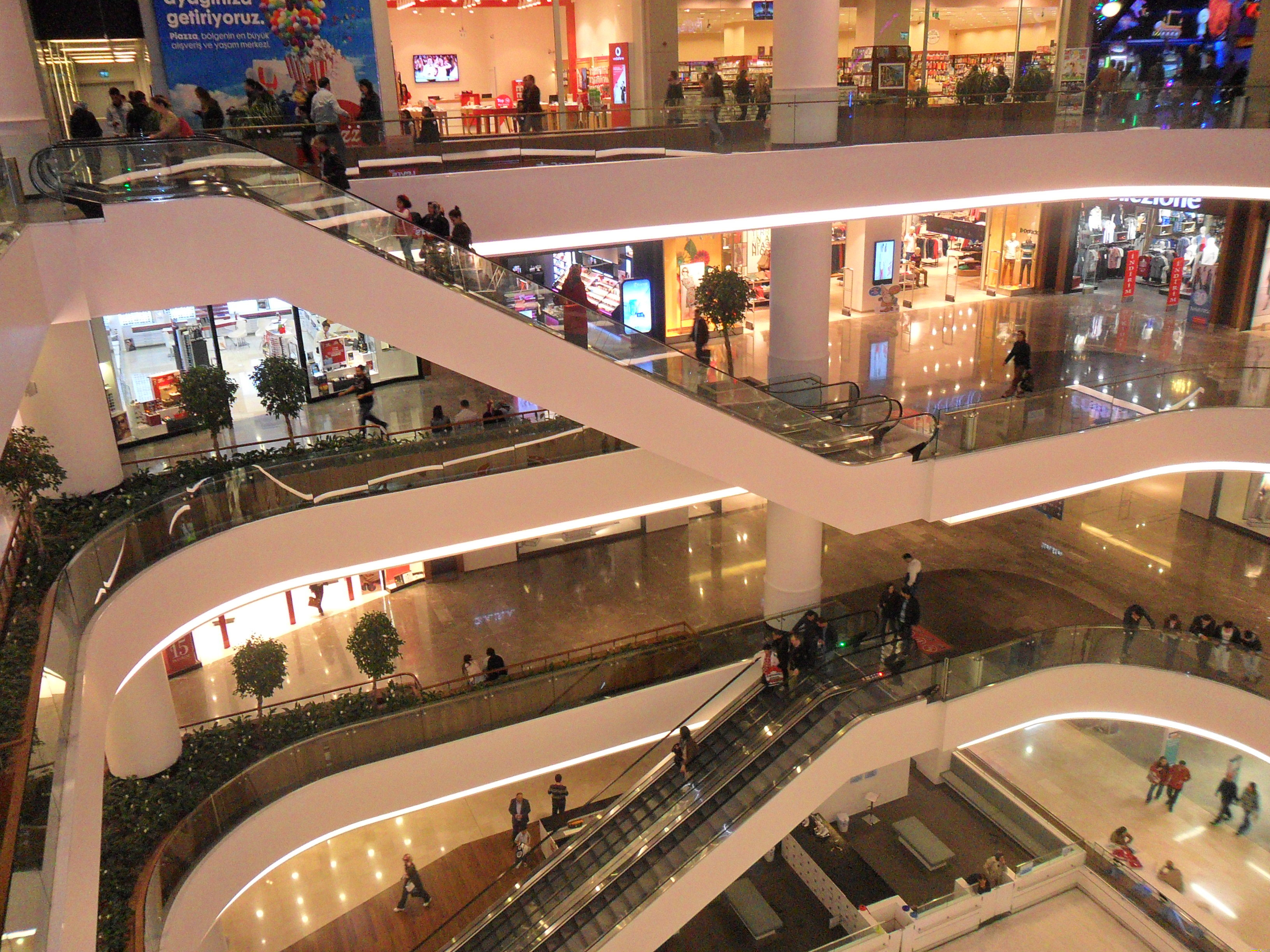
Пиацца Молл в Самсуне

Бывшая табачная фабрика в центре города была преобразована в торговый центр. Также ведется активное строительство новых торговых точек.

## Транспорт
Междугородные автобусы и автовокзал находятся за пределами центра города, но большинство автобусных компаний предоставляют бесплатный трансфер. Пассажирские и грузовые поезда отправляются в Сивас через Амасью. Железнодорожный вокзал находится в центре города.

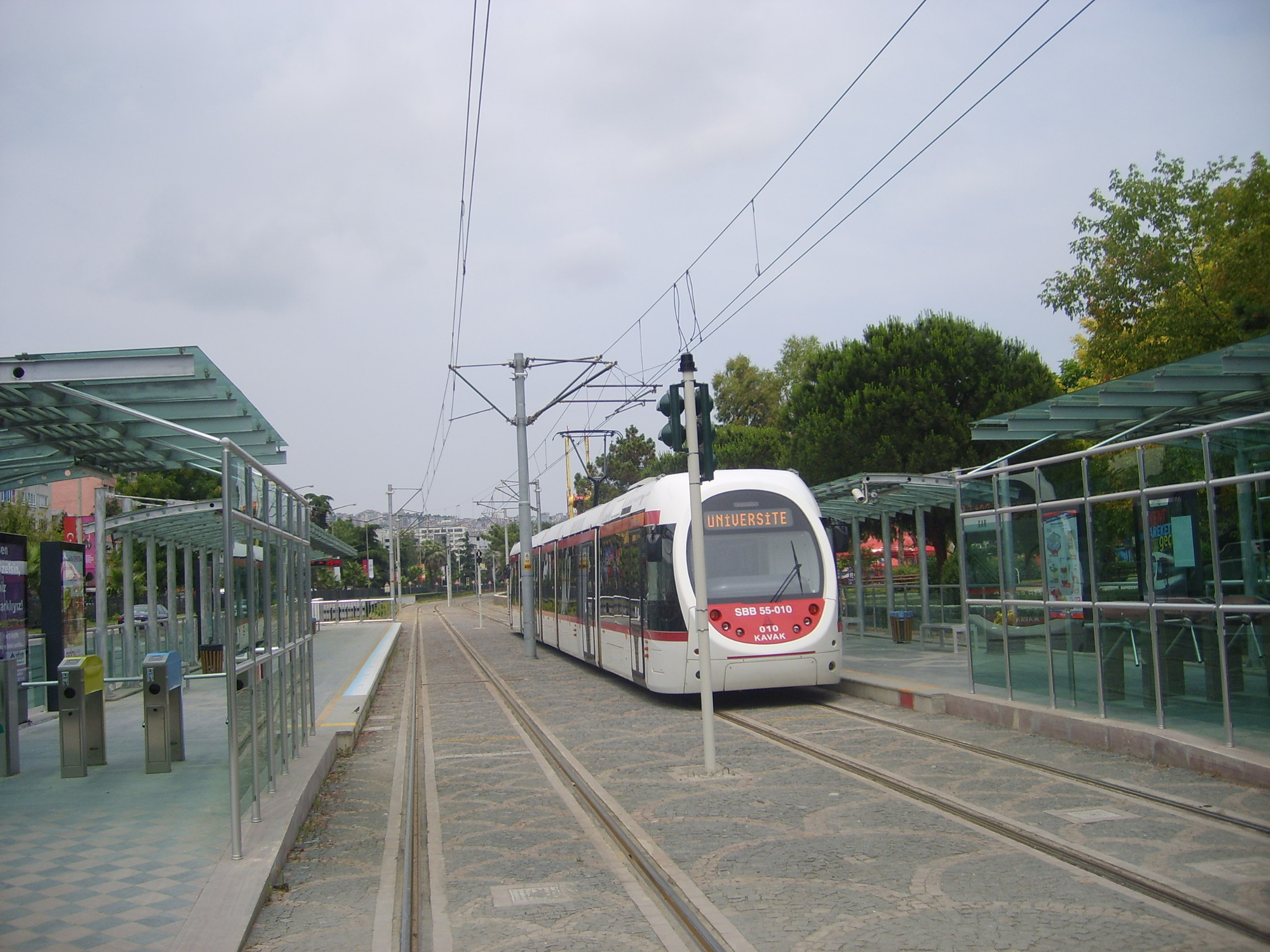
Транспорт в Самсуне

Современные трамваи проходят между железнодорожным вокзалом и Университетом Ондокуз Майи. Существует план по быстрому транзиту автобусов с электрическим приводом, между железнодорожной станцией и Теккекой. Конные экипажи, (турецкий: фейтон) ходят вдоль набережной.
Аэропорт Самсуна — Чаршамба находится в 23 км (14 милях) к востоку от центра города. До него можно добраться автобусами Havas, отправляющимися из парка автобусов рядом с Kultur Sarayi в центре города. Для международного сообщения аэропорт был открыт в 1999 году. На данный момент прямое воздушное сообщение налажено с Германией, Чехией, тремя городами России (Москва, Санкт-Петербург, Краснодар), Киргизией и Казахстаном.

## Достопримечательности

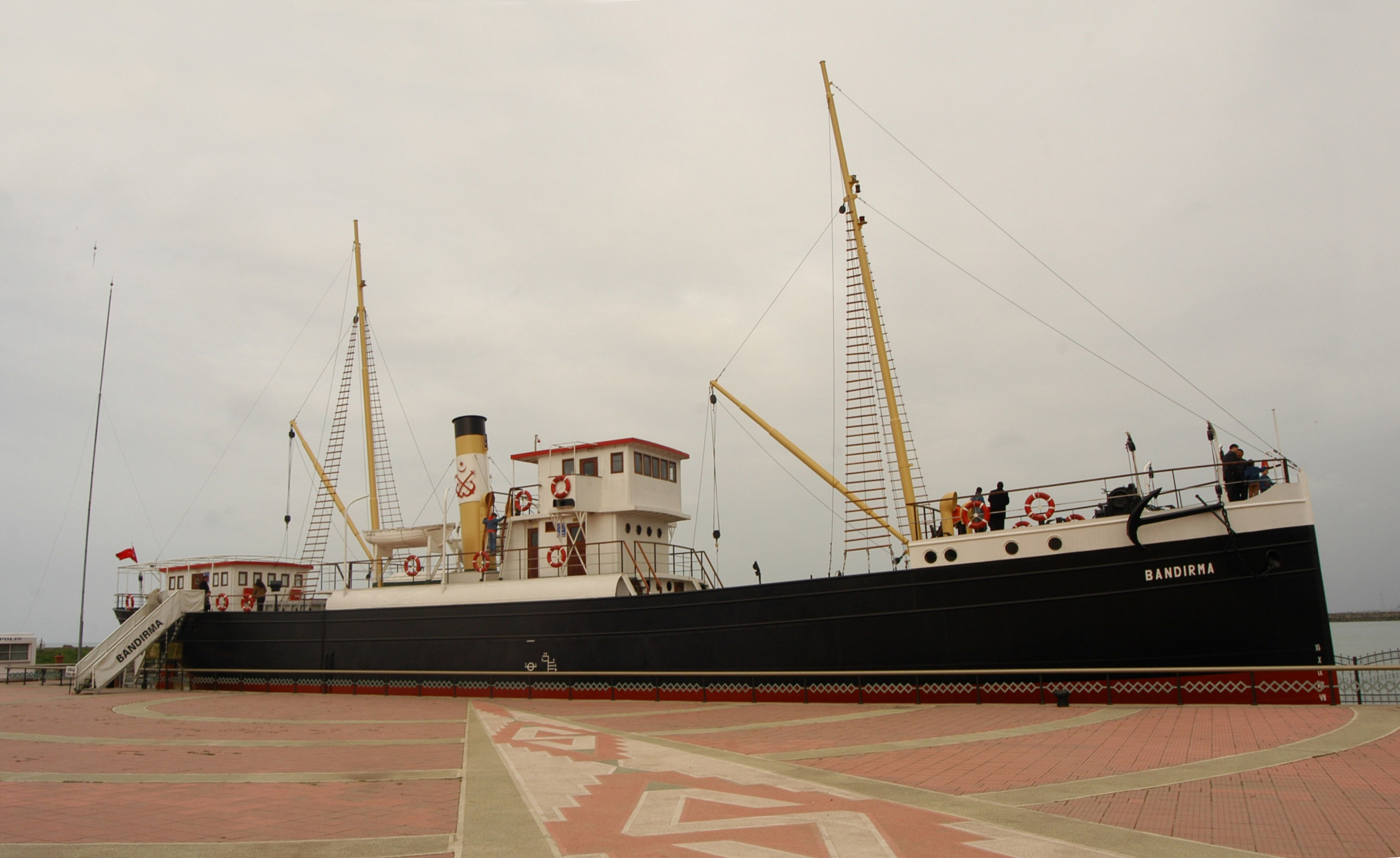
Корабль-музей Бандырма

- Одной из главных достопримечательностей города является корабль-музей Бандырма. Корабль был построен в XIX веке в Англии и входил в состав британского королевского флота. В торговый флот Турции он перешёл в 1894 году и именно на нём Ататюрк прибыл в Турцию в 1919 году. В 1924 году корабль был списан со службы, а впоследствии сдан на лом. Власти Турции воссоздали точную копию этого корабля в 2003 году, где ныне находится музей турецкой революции.
- Статуя чести
- Мечеть Буюк — была построена в 1884 году в центральной части города Самсун из пиленного камня. Она имеет двойной минарет, мраморные полы и деревянный помост для проповедей.
- Этнографический музей — музей, где можно познакомиться с наследием Римской, Византийской и Османской империей. Самый ценных экспонат это «Мозаика Амисоса», изготовление которой датировано 222—235 годами нашей эры, во время правления Александра Севера.
- Развалины холма Дюндар — находятся в трёх километрах от города, на высоте 15 метров. В недрах развалин были найдены уникальные античные предметы времен бронзового века и Энеолита. К таким находкам относятся: небольшие статуэтки, ножи из кремния, костяные иглы и керамические изделия.

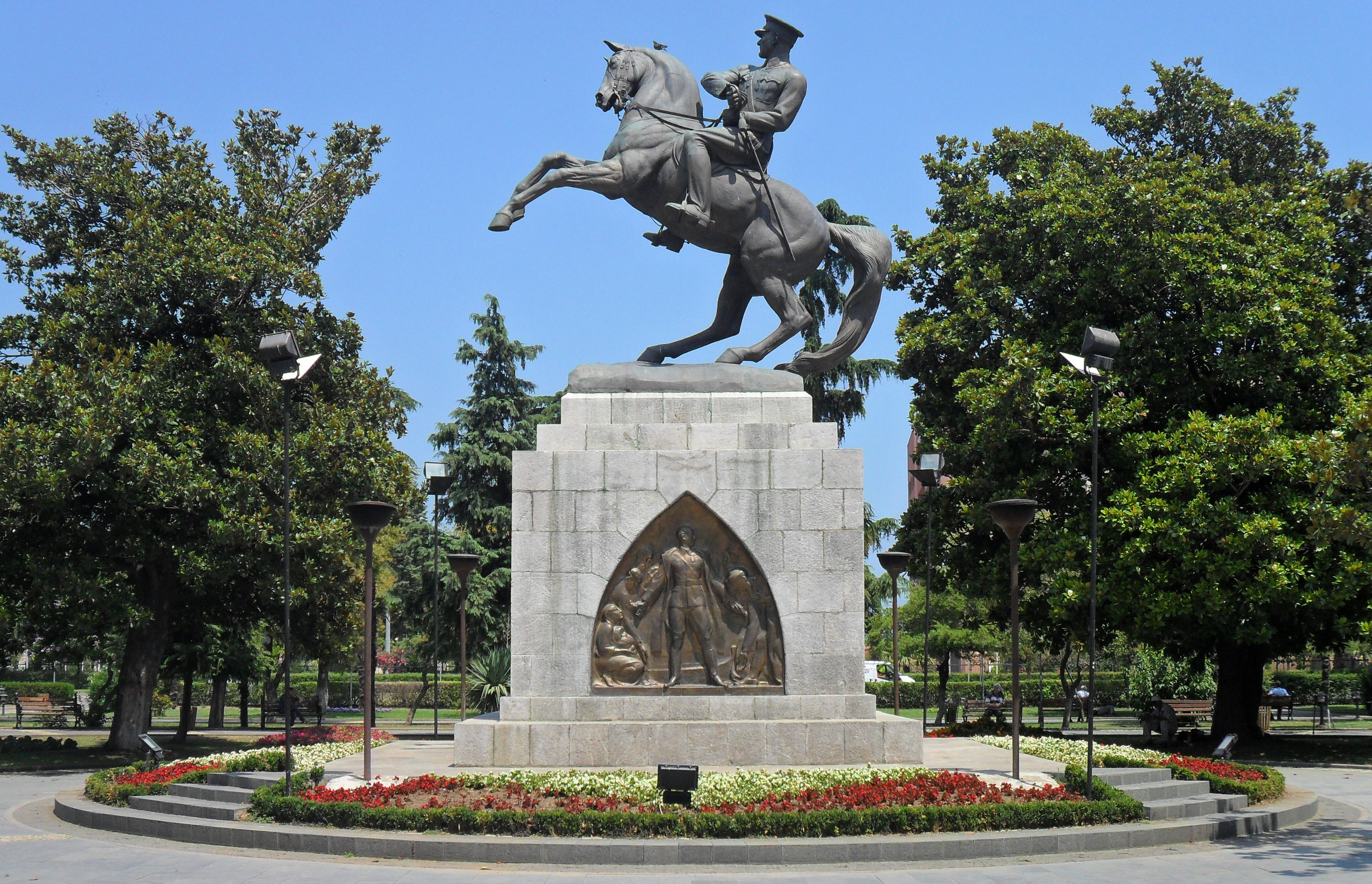
Статуя Ататюрка в Самсуне

- Деревня амазонок в окрестностях города Самсун, считавшихся древнеримским историком Плинием — родиной амазонок. По его мнению столицей для амазонок был город Темискира, расположенный вблизи реки Терма.[15]
- Птичий заповедник в дельте реки Кызырылмак, где обитают редкие птицы, занесённые в красную книгу. Посетить его может любой желающий.
- Термальный источник Ладик Хамамаягы Каплыджасы — расположен в окрестностях Самсуна. Рядом с озером Ладик запрещена застройка. Он охраняется властями и объявлен национальным парком, с общей площадью территории около 870 гектаров. Здесь зачастую проводят заезды на сёрфе, парусные соревнования и рыболовный туризм[16].
- Водопады Акалан — состоящий из 18 водопадов[17], и расположенных у селе Акала, в 20 километрах от Самсуна.[16]
- Водопады Кабаджевиз — находятся в 32 километрах от центра Самсуна. Высота падения воды в которых достигают 60 метровой высоты. Здесь также находятся знаменитые пещеры Теккекёя, в которых в древние времена были различные стоянки первобытных людей. Поселения, которые здесь жили расширяли пещеры, здесь были найдены артефакты времён палеолита, мезолита и бронзового века.
- Гольф-клуб — единственный в мире гольф-клуб, построенный на поверхности моря. При его строительстве использовались камни с гор и песок, привезенные со всей страны. Общая площадь составляет 600 квадратных метров. Поиграть на нём можно совершенно бесплатно[18].
- Пляж Бандырма, где можно покататься на первых в Турции кабельных водных лыжах над морем[19].
- Горы Небиян и Акдаг, на которых расположены естественные пастбища, привлекающие нетронутой природой.

## Образование
В городе расположены два университета — Государственный университет Ондокуз Майыс и частный университет Джаник Башары. Существует также полицейский учебный колледж и многие небольшие частные колледжи.

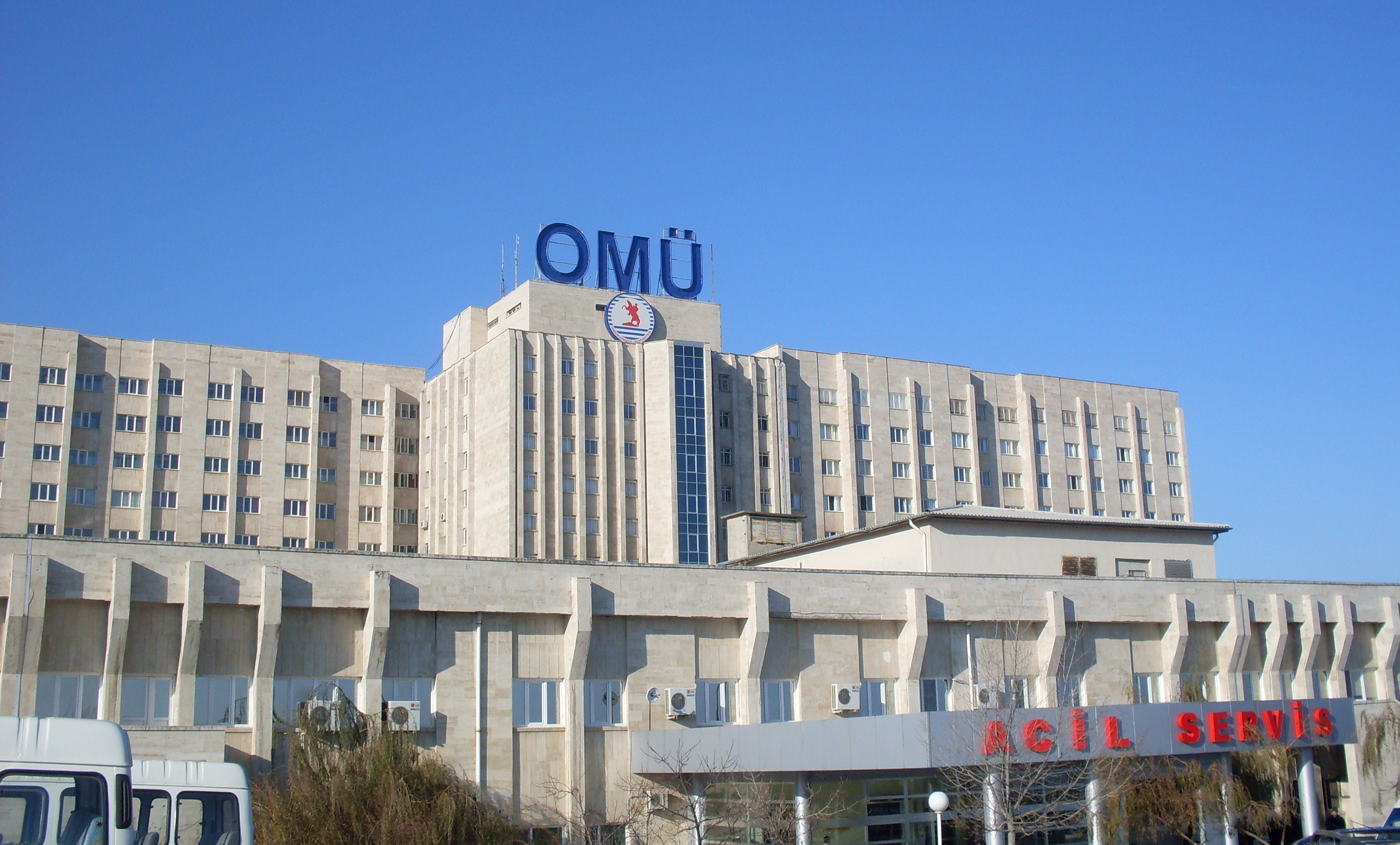
Медицинский факультет университета Ондокуз Мейес в Самсуне

## Праздники и фестивали
- Ежегодный «Международный фестиваль национальных танцев»[20]
- Праздник риса (с 3 по 14 июня)
- Фестиваль Амазонок (с 28 по 30 июля)
- Фестиваль арбузов (с 22 по 23 августа)
- Ярмарка Бафр — последнее воскресенье августа[21]

## Города-побратимы

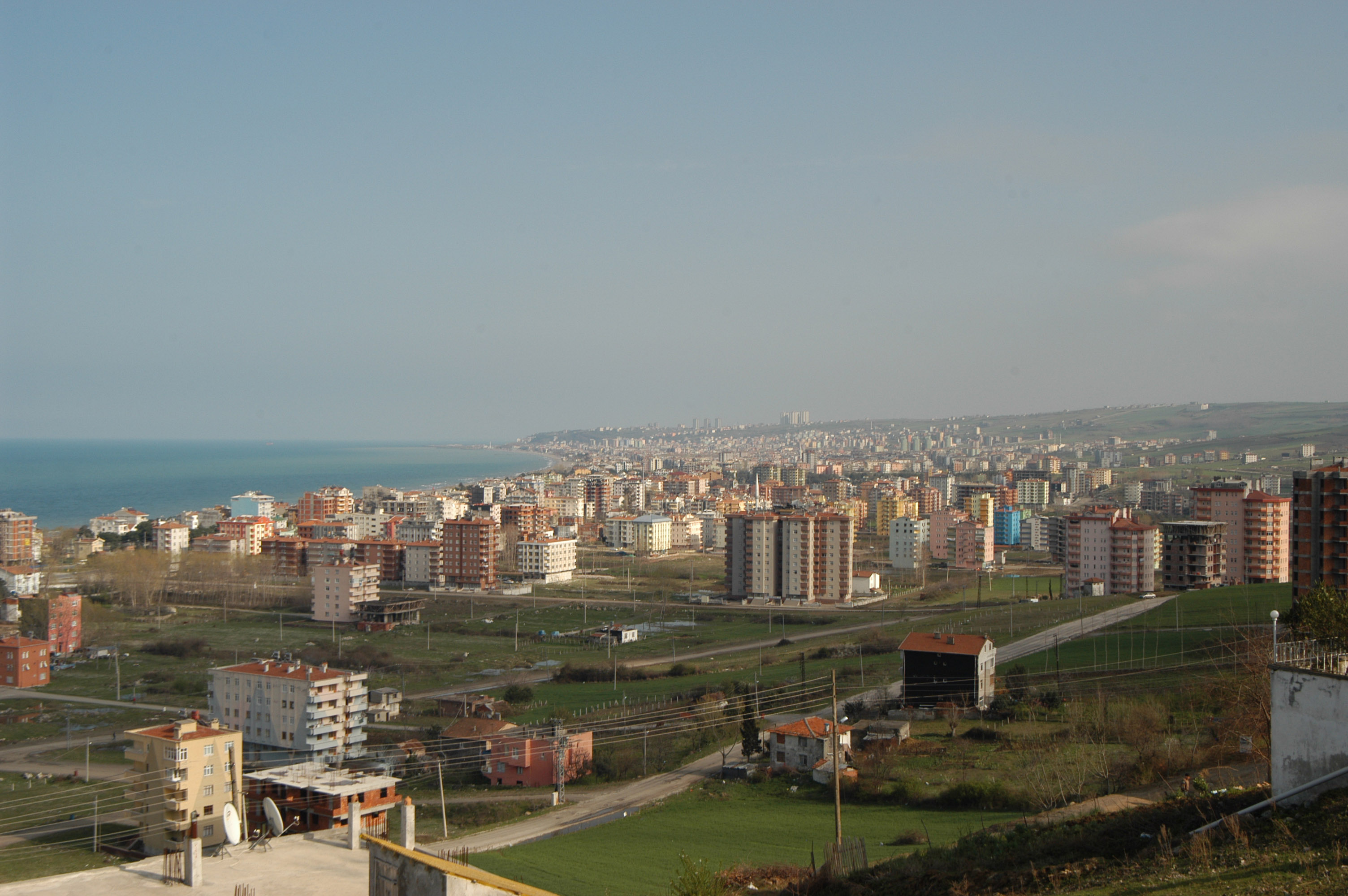
Панорама города

- Ноймюнстер, Германия.
- Дар-эс-Салам, Танзания.
- Брчко, Босния и Герцеговина.
- Кальмар, Швеция.
- Новороссийск, Россия, с 2007 года.
- Актау, Казахстан, с 2014 года.
- Аккра, Гана, с 2013 года.